# 망월역
망월역(Mangwol station, 望月驛)은 지금의 광주광역시 북구 망월동에 있었던 철도역이다. 지금의 국립 5.18 민주 묘지 인근 복다우 마을 위치해 있었다. 현재 플랫폼 흔적이 남아있다.

## 연혁
- 1922년 12월 1일 : 배치간이역으로 영업 개시[1]
- 1944년 6월 15일 : 폐지[2]